# 杉村治兵衛

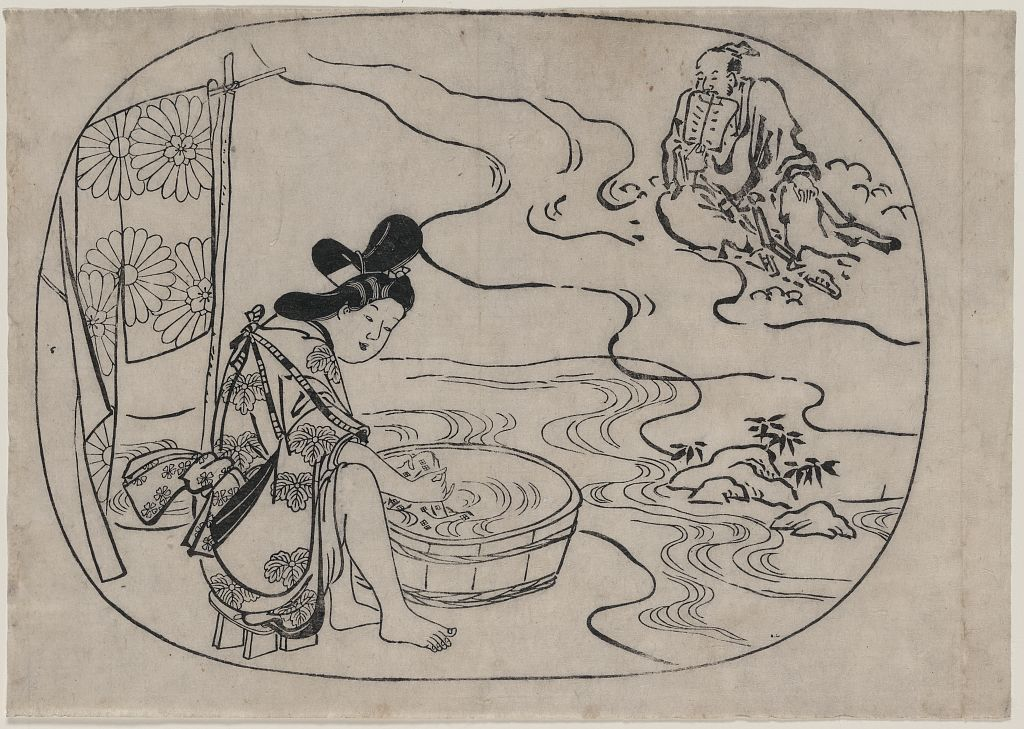

杉村 治兵衛（すぎむら じへえ、生没年不詳）は、菱川師宣とほぼ同じ時期に活躍した、江戸時代の代表的浮世絵師。

## 来歴
姓は椙村ともされ、名は正高。別名治平、次兵衛、次平、治信など。赤穂浪士村松秀直の養父九太夫の甥という。住所は江戸の通油町とされる。作画期は、延宝9治年（1681年）-元禄10年（1697年）で、浄瑠璃本や浮世草子、往来物などに挿絵を描いているほか、艶本、絵本、秘画、歌書などを描いており、作画量は師宣に匹敵する。師宣と時代を同じくし、画風はよく似ているが、師宣と比べて柔らかみがみられる。無落款の作品はよく師宣と間違えられる。署名が入った最初期の作品は、延宝9年刊行の艶本『浮世らくあそび』及び同年9月刊行の歌書『百人一首季吟集』であったといい、師宣に先立って墨摺絵本を刊行したともいわれ、複数枚からなる組物でない一枚で完結する一枚摺は治兵衛に始まると目される。いずれにしても、浮世絵創成期における重要な絵師である。貴重な肉筆浮世絵「立姿美人図」には、井上和雄の箱書きがあって治兵衛の作品であると比定している。そこに描写された女性の容貌は通常知られている治兵衛のものよりも丸みを帯びて面長である。なお、印文不明の朱文重郭方印1個が捺されている。天和から元禄の頃、墨摺あるいは墨摺筆彩による横大判の春画組物を作画、師宣より丸みのある肉感的な女性像を、遠近を捨象した構図に配した力作を多く残している。また、同時期に浄瑠璃に材をなした大々判の一枚絵を発表しており、いわゆる組物以外における純然たる一枚絵を描いた先駆者であったといえる。
上記の艶本など以外に天和4年（1684年）、艶本『古今好色男』、絵本『大和風流絵鑑』（大英博物館所蔵）を、元禄10年に絵本『御成敗式目絵抄』、翌元禄11年に同『庭訓往来絵抄』を刊行しているほか、署名入りの刊本は全部で7点あるといわれる。
伝記については全く知られておらず系統、生没年月日など一切不明で、また現存する作品も少ない。そのほとんどが落款の書き記されていないものである。但し、女性の衣装の模様などに、「杉」あるいは「杉村」、「次平」という文字が、隠し落款として入っている場合は、彼の作品であることが判りやすい。量感ある人物描写が特徴である。「小式部内侍」、「獅子舞」が、重要美術品になっている。
作品に見立浄瑠璃十二段（東京国立博物館蔵）など。

## 作品
- 「立姿美人図」　紙本着色 出光美術館所蔵
- 「遊歩美人図」　大々判　墨摺筆彩　ジェノヴァ東洋美術館所蔵
- 「遊歩若衆図」　大々判　墨摺筆彩　ジェノヴァ東洋美術館所蔵
- 「十二段　よしつねたびのなさけ」　横大々判　墨摺筆彩　シカゴ美術館所蔵
- 「浄瑠璃十二段草子　忍びの段　枕問答」　横大々判　墨摺筆彩　ギメ東洋美術館所蔵
- 「草刈り山路」　横大々判　丹絵
- 「高安通い」　横大々判　丹絵
- 「浄瑠璃十二段草子　外の管絃の図」　横大々判　丹絵

## 参考資料
- 藤懸静也『浮世絵大家画集』浮世絵研究会、1915年。
- 藤懸静也『文化文政美人風俗浮世絵集』雄山閣、1928年。
- 藤懸静也『浮世絵の研究 上』雄山閣、1943年。
- 藤懸静也『浮世絵の研究 中』雄山閣、1943年。
- 藤懸静也『浮世絵の研究 下』雄山閣、1943年。
- 渋井清『ウキヨエ図典 第13（歌麿）』風間書房、1964年。
- 藤懸静也『増訂浮世絵』雄山閣、1973年。
- 日本浮世絵協会編　『原色浮世絵大百科事典』第2巻　大修館書店、1982年
- 吉田漱『浮世絵の基礎知識』雄山閣、1987年。
- 吉田漱　『浮世絵の見方事典』　北辰堂、1987年
- 出光美術館　肉筆浮世絵、平凡社、1988年
- 小林忠監修 『浮世絵師列伝』 平凡社<別冊太陽>、2006年1月 ISBN 978-4-5829-4493-8
- 『大浮世絵展』企画委員会編　『大浮世絵展』　読売新聞社、2014年